# 匿踪龙属
匿踪龙（属名：Abditosaurus，意为“被遗忘的蜥蜴”）是西班牙加泰罗尼亚晚白垩世（马斯特里赫特阶）特伦普群一属已灭绝的泰坦巨龙类蜥脚下目恐龙，模式种兼唯一种是库氏匿踪龙（Abditosaurus kuehnei）。系统发育分析发现其处于一个由南美和非洲萨尔塔龙亚科构成的演化支中，与欧洲群岛上其它岛屿侏儒化的蜥脚类不同。匿踪龙生存于伊比利亚－阿莫里克岛（Ibero-Armorican Island）――由当今西班牙、葡萄牙及法国南部组成的中生代岛屿上，并且是其生存环境中体型最大的泰坦巨龙类物种。

## 研究历史
1954年，德国古生物学家沃尔特·乔治·库恩（Walter Georg Kühne）在寻找哺乳类化石时，于9月25日在西班牙加泰罗尼亚冈克斯组的奥考1号地（Orcau-1 locality）发现一具大型泰坦巨龙类残骸，该化石也是西班牙发现的第一种大型蜥脚类。在最初两周的挖掘过程中，库恩设法鉴别出大约十块骨骼，其中一些送往马德里的卢卡斯·马拉达研究所（Instituto Lucas Mallada，缩写：ILM），另一些则留在现场（为了保护化石而被石膏覆盖）。第二年，库恩与当地人及ILM研究人员一起返回，除留在现场的大部分骨骼外，他还设法找到另外十块骨骼。与1954年一样，一些骨骼被运至马德里，其余的则留在那里。最初发现包括髂骨碎片、部分肩胛骨、背椎、人字骨、胫骨、部分股骨和完整的肱骨以及不明骨骼。尽管库纳要求作进一步挖掘，但资金已经用完，当地的挖掘工作亦因此停止。1956年阿尔伯特－菲力克斯·德·拉伯伦特（Albert-Félix de Lapparent）和埃米连诺·阿吉雷（Emiliano Aguirre）将发现的化石材料归入疑名高桥龙新种，但尚未命名。直到1984和1986年在巴塞罗纳萨瓦德尔古生物研究所（Institut de Paleontologia de Sabadell）约瑟夫·维琴·桑塔法（Josep Vicenç Santafé）的领导并由德·埃图迪斯·伊尔登斯研究所（Institut d'Estudis Ilerdencs）研究人员的协助下才对该地区进行更多考察。他们发现了一块胸骨板和另一节背椎。另一次考察由沙拉哥萨大学古生物研究所（Institut Català de Paleontologia）和孔卡德利亚博物馆（Museu de la Conca Dellà）于2012至2014年间进行。这次，探险队发现了1955和1986年挖掘时留在现场的材料，以及包括四肢、牙齿碎片、肋骨和一系列连接的背椎和颈椎在内的新材料。后期研究设法发现一些历史材料。2017年对部分初步发现进行描述。
正模标本有众多编号，是已知最完整的欧洲泰坦巨龙类骨骼，颈关节呈半连接状态。尤其值得注意的是，标本保存了12节颈椎，而全部颈椎估计有14节。完整或半完整颈椎系列在蜥脚类化石中非常罕见；截至2022年初，已知蜥脚类标本中仅有27件颈椎系列完整或接近完整。

### 词源
2022年，模式种库氏匿踪龙（Abditosaurus kuehnei）由伯纳特·维拉（Bernat Vila）、艾伯塔·塞里斯（Albert Sellés）、米格尔·莫雷诺－阿赞札（Miguel Moreno-Azanza）、诺维利亚·拉佐林尼（Novella L. Razzolini）、亚历杭德罗·杰尔－德加多（Alejandro Gil-Delgado）、约瑟·伊格纳西奥·卡努多（José Ignacio Canudo）和昂哲·伽罗巴特（Àngel Galobart）命名并描述。属名取自拉丁语abditus（隐藏的）和希腊语sauros（蜥蜴），意为“隐藏的／被遗忘的蜥蜴”，意指从最初发现到最后一次收集标本的探险期间，化石材料被隐藏了60年；种名纪念正模标本的发现者沃尔特·库纳。

## 描述
本属以其体型庞大而闻名，是伊比利亚－阿莫里克岛上最大的泰坦巨龙类。估计长达17.5（57英尺）、重约14公噸（15短噸）。
正模标本包括一根骨化的胸肋和一块骨化的跟骨，这些材料目前尚未在泰坦巨龙类标本中明确鉴别出来，因此推测其在该类群中已完全消失。这些骨骼可能是由于正模标本个体年龄较大而骨化，这一点也被其骨骼结构所证实。

## 分类
描述者将匿归入萨尔塔龙亚科――一个在南美洲和非洲发现的泰坦巨龙类演化支。系统发育分析发现埃及的潮汐龙是其姐妹群，而巴西马萨卡利神龙是与两者关系最近的属，三者构成的演化支依次形成萨尔塔龙族的姊妹分支，因此本属与其它欧洲蜥脚类没有密切的亲缘关系。系统发育分析将大部分欧洲蜥脚类归入后凹尾龙亚科。

## 古生态学
唯一的匿踪龙标本发现于冈克斯组，地质年龄可追溯到晚白垩世马斯特里赫特阶早期。此时，法国南部、西班牙和葡萄牙组成岛屿，称为伊比利亚－阿莫克里岛。岛上大多数泰坦巨龙类分类单元，如细长龙、吉普赛龙、灌木巨龙、葡萄园龙和罗韦科巨龙，皆为小型或中型恐龙。相比之下，匿踪龙体型明显较大，缺乏对岛屿环境的适应力，表明该物种进入岛屿生态系统的时间较晚。本属可能是马斯特里赫特阶早期欧洲大型蜥脚类取代小型特有物种这一更广泛趋势的一部分，因为大约在同一时间，大型蜥脚类首次出现在哈提格生物群（Hațeg biota）。匿踪龙与蛋化石物种Fusioolithus baghensis有关，其与冈瓦纳古陆发现的蛋化石非常相似。